# معركة السبلة
معركة السبلة هي معركة حدثت في 30 مارس 1929 بين الملك عبد العزيز بن عبد الرحمن آل سعود وقوَّات إخوان من أطاع الله بقيادة فيصل الدويش وسلطان بن بجاد في روضة السبلة ما بين الأرطاوية والزُّلفي، انتهت بانتصار قوَّات الملك عبد العزيز، وتُعَدُّ آخرَ المعارك الكُبرى التي خاضها الملك عبد العزيز في سبيل تأسيس المملكة العربية السعودية.

## التاريخ
بعد الانتهاء من فتح الحِجاز، أراد الإخوان إكمال الفتوحات في العراق فواصلوا غاراتهم على القبائل العراقية، وكان الإخوان ينظرون إلى ما يفعلونه في العراق على أنه جهاد، في حين كانت بريطانيا ترفض تعدِّي الإخوان على القبائل العراقية، وانتهاكهم الحدود العراقية، وضغطت على ابن سعود لوقف هذه الانتهاكات.
في 5 نوفمبر 1927 هاجم إخوان مطير مَخفِر البصية الحدودي التابع للعراق وقتلوا جميع أفراده،:239 وفي 27 يناير 1928 أغار ابن عشوان من شيوخ مطير على عشائر عريبدار بالقرب من الكويت، ممَّا أدَّى إلى ملاحقة القوَّات الكويتية له ونشوب معركة الرقعي. وفي 19 فبراير 1928 هاجم فيصل الدويش بـ 2,300 مقاتل الجواريين من المنتفق في جريشان جنوب غرب الزُّبَير نتج عنه مصرع 26 شخصًا من أبناء القبائل العراقية، وجرح 80 شخصًا، إضافة إلى سلب 1,800 رأس من الأغنام و120 جمل. وردَّت بريطانيا على غارات الإخوان بتنفيذ سلاح الجوِّ الملكي البريطاني بالعراق غارات جوِّية على الإخوان في أيام 19  20 و21 فبراير، وفي أثناء العمليات تمكَّن الإخوان من إسقاط إحدى الطائرات البريطانية وقُتل قائدها البريطاني.:240
في بداية عام 1929 حشد سلطان بن بجاد وفيصل الدويش قوَّاتهما لشنِّ الغارات على القبائل العراقية، فتحرَّك الدويش من الأرطاوية باتجاه الشمال مرورًا بحفر الباطن إلى الجليدة، حيث وصلها في 19 فبراير، إلا أن خبر وصوله تسرَّب وتجمَّعت القبائل العراقية تحت قيادة غلوب باشا في الأبطية، لذا قرَّر الإخوان التراجع والنزول في حفر الباطن.
على حين أكمل سلطان بن بجاد هجومه يتبعه 3,000 مقاتل، ووصل في 21 فبراير جنوب غرب الأبطية في العراق، وقسَّم قوَّاته 3 أقسام متساوية، قسم يهجم على تجَّار الجِمال النجديين وأغلبهم من أهل القصيم، وقسم يهجم على شمر، وقسم قاده سلطان بن بجاد بنفسه يهجم على بدو اليعاجيب من بني حجيم في الجميمة.
أدَّى هجوم سلطان بن بجاد على التجَّار وعلى شمر استياءً كبيرًا في نجد، فحشد الملك عبد العزيز آل سعود قوَّاته في بُرَيدة، فيما كان الدويش في حفر الباطن، وابن بجاد في لينة يوزِّع الأسلاب على أتباعه. وحين علم ابن بجاد بأن ابن سعود يحشد قوَّاته في القصيم، رتَّبَ لانضمام قوَّاته إلى الدويش، فتجمَّعوا في جراب بشمال الزُّلفي، وأرسل الملك عبد العزيز أحدَ كبار مشايخ الدين إلى ابن بجاد لإقناعه برفع الخلاف بينه وبين ابن سعود إلى محكمة دينية لتفصل فيه، إلا أنه رفض العرض بحُجَّة أن ذلك ما هو إلا مؤامرة عليه، وأن نهايته معروفة سابقًا لأن رجال الدين أصدقاءُ ابن سعود، وسوف يُصدرون عليه حُكمًا بالإعدام. ثم أرسل الملك عبد العزيز شيخَين من شمر ليقترحا على الدويش وابن بجاد اجتماعًا خاصًّا بالملك عبد العزيز. رفض ابن بجاد الاقتراح وقبله الدويش ليجتمع بالملك عبد العزيز في 27 مارس 1929، وتضمَّن الاجتماع محاولة إقناع ابن بجاد بلقاء الملك على أن ينفصلَ الدويش وقوَّاته عن ابن بجاد في حال رفض ذلك. في اليوم التالي عاد الدويش إلى مخيَّمه محمَّلًا بهدايا الملك 300 جنيه ذهبي وبندقيتين وملابسَ جديدة راقية.
في 29 مارس أرسل الدويش إلى الملك رسالة يُخبره فيها أن المسلمين رفضوا مفارقة المسلمين، أي مطير وعتيبة، وحالَ وصول ذلك أمرُ الملك عبد العزيز برفع رايات الحرب ومهاجمة الإخوان.

## حشد القوات
اجتمعت قوَّات الملك عبد العزيز في الزُّلفي وتألفت من أغلب بادية قبيلة حرب، وجميع شمر نجد، وقسم من الظفير بقيادة عجمي بن سويط، وقسم من عنزة (ولد سليمان والفقرا)، وقسم من عتيبة بقيادة عمر بن ربيعان، وقسم من مطير بقيادة مشاري بن بصيص، وقسم من بني رشيد بقيادة دليم بن برَّاك،:357 إضافة إلى حاضرة نجد.
أمَّا قوَّات الإخوان فكانت تتألف في مجملها من سكَّان هجر مطير عتيبة.:357

## المفاوضات
وصل عبد العزيز آل سعود إلى الزلفي ودعا لعقد مؤتمر وتحكيم الشريعة، ووصل بعده فيصل بن سلطان الدويش وانضمَّ إليه سلطان بن بجاد بعد 3 أيام.
التقى فيصل الدويش عبدَ العزيز في 27 مارس، وأقام الليل عنده. في حين رفض سلطان بن بجاد لقاء عبد العزيز آل سعود بسبب مخاوفه من أن قبوله للمحاكمة سيُفضي إلى الحُكم بقتله.
في 29 مارس أرسل الدويش رسولًا إلى عبد العزيز أخبره أن المسلمين رفضوا الانفصال عن إخوانهم المسلمين، يقصد مطير عن عتيبة.:361

## المعركة
شنَّت قوَّات الملك عبد العزيز هجومها على الإخوان فجر 30 مارس دون سابق إنذار، وتحصَّن الإخوان في مواقعهم، واستطاعوا صدَّ الهجوم، وانسحبت بعضُ قوَّات عبد العزيز، وتوهَّم الإخوان بقُرب النصر إلا أن تلك القوَّات كان أمرها الملك عبد العزيز بالتراجُع، لاستدراج الإخوان من مواقعهم.
خرج الإخوان لشنِّ هجومهم فاستقبلتهم الرشَّاشات الآلية فانهزموا، وقاد الأمير فيصل بن عبد العزيز هجومًا بالخيَّالة لملاحقة المنهزمين.
أصيب فيصل الدويش في المعركة إصابةً بالغة في خصره، وحُمل إلى الأرطاوية، وتمكَّن سلطان بن بجاد من الفرار والعودة إلى هجرته الغطغط، وتكبَّد الإخوان 500 قتيل، وفقدت قوَّات عبد العزيز آل سعود 200 قتيل.
واصل جيش الملك عبد العزيز آل سعود تقدُّمه إلى الأرطاوية، وحُمِل إليه الدويش، واستعفى منه (طلب العفو) فعفا عنه الملك بعدما رأى جِراحه. أما سلطان بن بجاد فلحقه شقيق الأمير عبد الله بن عبد الرحمن فاستسلم له دون قتال، فالتقى مع الملك عبد العزيز في شقراء حيث طمع بالعفو، ولكن ألقيَ القبض عليه ونُقل أسيرًا إلى الرياض، ودُمِّرت غطغط. وحُبس ابن بجاد في الرياض إلى أن توفي أسيرًا عام 1351هـ/ 1934م.

## اقرأ أيضًا
- فيصل الدويش
- سلطان بن بجاد
- عبد المحسن الفرم
- الإخوان